# Кане, Мигель
Мигель Кане (исп. Miguel Cané; 27 января 1851, Монтевидео — 5 сентября 1905, Буэнос-Айрес) — аргентинский писатель и политик, один из наиболее известных представителей так называемого «поколения 80-х» в истории аргентинской литературы. В течение нескольких лет он был мэром Буэнос-Айреса, а также занимал целый ряд других должностей: был дипломатом, профессором и руководителем нескольких государственных учреждений.

## Биография
Был сыном Мигеля Торибио Кане Андраде и Моралес Эуфимии Касарес; оба они были буэносайресцами, но Мигель родился в Монтевидео в 1851 году, когда его семья находилась в изгнании. В возрасте двух лет он, вскоре после падения Хуана Мануэля де Росаса, вместе с семьёй переехал в Буэнос-Айрес.
С 1863 по 1868 год он получал среднее образование в Национальном колледже Буэнос-Айреса, в то время бывшим интернатом для мальчиков под руководством каноника Эусебио Агуэро, где был учеником французского профессора Амадео Жака. На воспоминаниях о годах учёбы в этом заведении основана «Juvenilia» (1884), одна из самых известных его книг.
После завершения образования он начал заниматься журналистикой — сначала в ежедневной La Tribuna, принадлежащей его кузену Варела, а затем в El Nacional, редакторами которой были Доминго Фаустино Сармьенто и Далмасио Велес Сарсфилд.
27 сентября 1875 года он женился на Марии Саре Белаустеги Куэто, в браке с которой родилось два сына, Рамон и Сара Мигель Кане Белаустеги.
В 1878 году Кане окончил юридический факультет Буэнос-Айресского университета. Он был депутатом местного и национального парламента, главой почтового ведомства и послом в Колумбии и Венесуэле. На опыте его жизни за рубежом основан, в частности, роман «En viaje» (1884). С 1892 по 1893 год он был мэром города Буэнос-Айреса, затем министром иностранных дел и внутренних дел и аргентинским послом в Париже. В 1898 году он получил место в сенате, где по просьбе Союза промышленных рабочих отстаивал так называемый Закон о резидентах (1902). Умер в Буэнос-Айресе в 1905 году. Похоронен на кладбище Реколета
Основные произведения: «Ensayos» (сборник эссе; 1876); «Juvenilia» (1884); «En Viaje 1881—1882» (1884); «Light Prose» (1903).